# Shrapnel Valley katonai temető
A Shrapnel Valley katonai temető (Shrapnel Valley Cemetery) egy első világháborús nemzetközösségi sírkert a Gallipoli-félszigeten.

## Története
A szövetséges csapatok 1915. április 25-26-án szálltak partra a Gallipoli-félszigeten azzal a céllal, hogy kikényszerítsék Törökország kilépését a háborúból, az új front megnyitásával tehermentesítsék a nyugati frontot és utánpótlási utat nyissanak Oroszország felé.
A nemzetközösségi csapatok által Shrapnel Valley-nek (Repesz-völgy) nevezett bemélyedésben egy létfontosságú út haladt, amely a partot összekötötte az ANZAC-fronttal. Nevét az április 26-ai heves török ágyútűzről kapta. Déli végénél táborokat és raktárakat alakítottak ki. A területet már a harcok folyamán használni kezdték temetésre, de a fegyvernyugvás után máshonnan is hoztak ide halottakat. A sírkertben 683 nemzetközösségi katona földi maradványait hantolták el, közülük 516 ausztrál, 55 új-zélandit és 36 britet azonosítottak.